# Матмют Атлантик
«Матмют Атлантик» (фр. Matmut Atlantique) — футбольный стадион в городе Бордо, Франция. Открыт 18 мая 2015 года. Является домашней ареной футбольного клуба «Бордо». Первые несколько месяцев функционирования носил название «Новый стадион Бордо» (фр. Nouveau stade de Bordeaux).

## История
Строительство стадиона по проекту швейцарского архитектурного бюро «Херцог и де Мёрон» было начато осенью 2012 года.
Стадион был построен в 2015 году, торжественное открытие состоялось 18 мая. Сразу же после открытия новая арена стала домашней для футбольного клуба «Бордо», перебравшегося сюда с устаревшего спортивного комплекса «Шабан-Дельмас», построенного в 1930 году.
Первый футбольный матч на стадионе состоялся 23 мая 2015 года, в заключительном туре Лиги 1 сезона 2014/15 «Бордо» принимал «Монпелье», хозяева выиграли со счетом 2:1.
В начале сентября 2015 года права на название арены были проданы страховой компании «Матмют» сроком на 10 лет за 2 миллиона евро в год.
7 сентября 2015 года здесь состоялась товарищеская игра между национальными сборными Франции и Сербии. Матч закончился победой хозяев со счетом 2:1.
В июне 2016 года на стадионе прошли 5 матчей чемпионата Европы по футболу, в том числе один матч 1/4 финала.

## Галерея

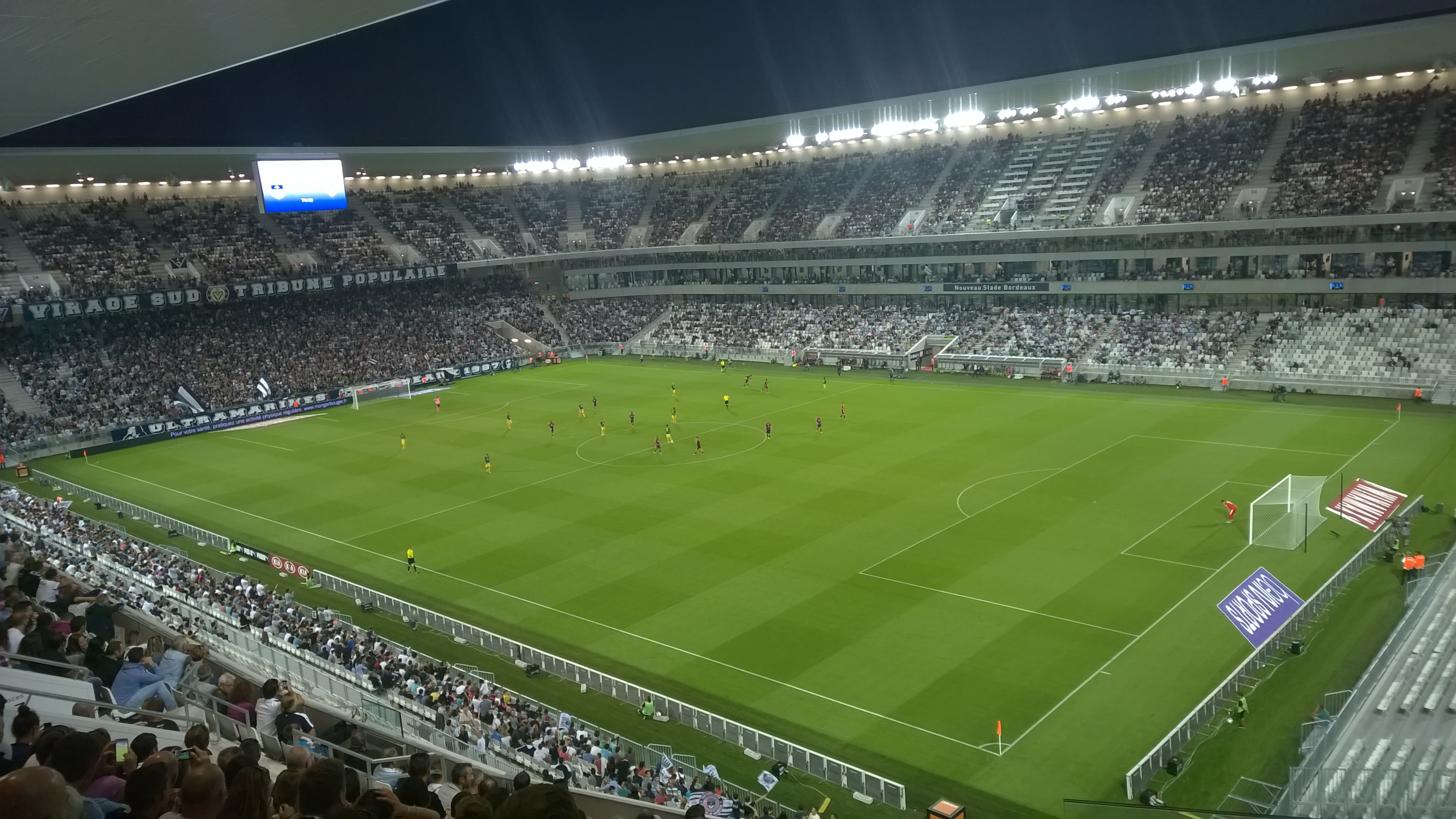
Внутренний вид
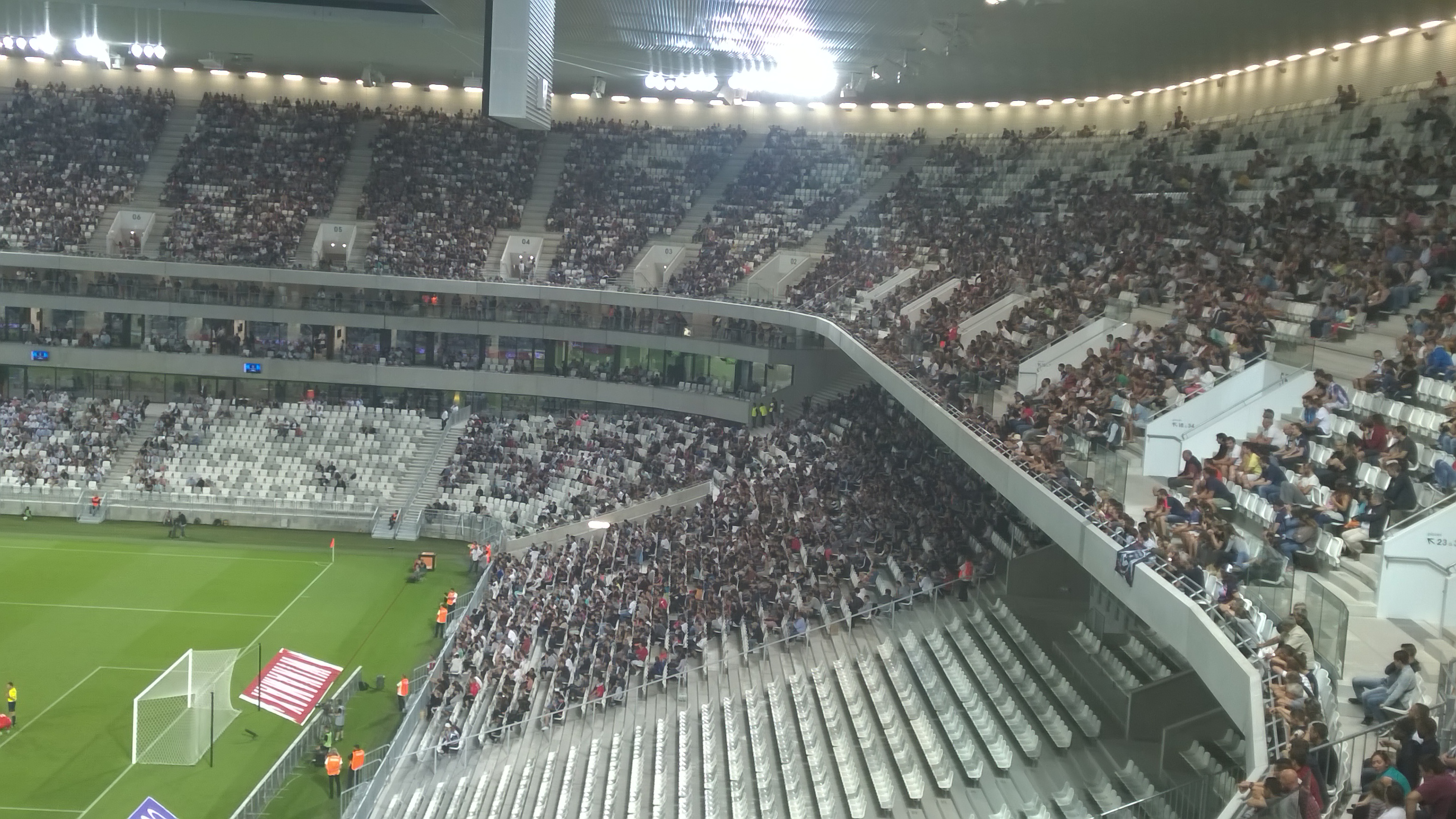
Вид на трибуны